# St. Ottilien (Buttisholz)

St. Ottilien

St. Ottilien ist eine 1669 erbaute Wallfahrtskapelle in der Gemeinde Buttisholz im Kanton Luzern. Der Bau gehört mit seinem originellen kreuzförmigen Grundriss zu den aussergewöhnlichsten barocken Kirchenbauten der Schweiz. Die Kapelle liegt auf einer Anhöhe beim Weiler St. Ottilien, südöstlich des Dorfes Buttisholz.

## Geschichte
Die Ursprünge des Wallfahrtsortes der heiligen Ottilia liegen im Dunkeln. Bei archäologischen Grabungen stiess man auf Grundmauern einer Kapelle aus dem Mittelalter. Der Luzerner Landvogt Lüpold Feer liess die Kapelle 1572 erneuern und gründete eine Bruderschaft zu deren Unterhalt. Sein Urenkel Hans Thüring Feer liess 1669 von Jost Melchior Zur Gilgen einen Neubau errichten.

## Gebäude
Der kleine Barockbau (16 × 16 × 16 Meter) verfügt über einen aussergewöhnlichen Grundriss: Es handelt sich um einen oktogonalen Zentralbau mit vier polygonal abgeschlossenen Kreuzarmen. Die schwungvoll geschweiften Kupferdächer gehen in ein elegantes Glockentürmchen über, das eine Gesamthöhe von 24 Meter erreicht. Der Zugang zum Innenraum erfolgt über eine rundbogige Vorhalle in einem der Kreuzarme. Über der Vorhalle befindet sich die Sakristei, die durch eine zweiseitige Treppe im Innenraum zu erreichen ist. Die anderen drei Kreuzarme bilden Altarräume.

## Ausstattung
Der Innenraum wurde 1746 mit Stuckaturen von Joseph Meusburger im Rokoko-Stil versehen. Eine farbige Deckenkartusche im Gewölbescheitel zeigt die vom Gnadenstrahl Gottes erleuchtete Wallfahrtskapelle. Auf dieselbe Zeit geht wohl auch der Kreuzweg in ovalen Wandkartuschen zurück.
Der Hochaltar aus der Bauzeit füllt den gesamten Altarraum aus und wird durch eine von drei Säulen getragene Archivolte abgeschlossen. Die zentrale Statue der heiligen Ottilia wird von Statuen des heiligen Jost und der heiligen Katharina flankiert, darüber befindet sich eine Madonna mit Kind. Das in Öl gemalte Antependium zeigt die Entnahme von Reliquien der St. Ottilia durch Karl IV. und datiert aus dem Jahr 1803. Zwei prachtvolle Obelisken auf dem Hochaltar enthalten Votivgaben.
In den seitlichen Kreuzarmen befinden sich zwei klassizistische Retabel. Im linken Seitenaltar sind Bilder der Heiligen Josef und Beat aus dem 19. Jahrhundert eingefasst, der rechte Seitenaltar enthält ein vorbarockes St. Ottilien-Gnadenbild. Die Seitenwände der Kreuzarme sind mit Votivbildern geschmückt.

## Bilder

St. Ottilien
St. Ottilien
Hochaltar
Inneres
Hl. Ottilia